# Phyllanthus geayi
Phyllanthus geayi är en emblikaväxtart som beskrevs av Jacques Désiré Leandri och Jean-Henri Humbert. Phyllanthus geayi ingår i släktet Phyllanthus och familjen emblikaväxter. Inga underarter finns listade i Catalogue of Life.